# 쉬웨이닝

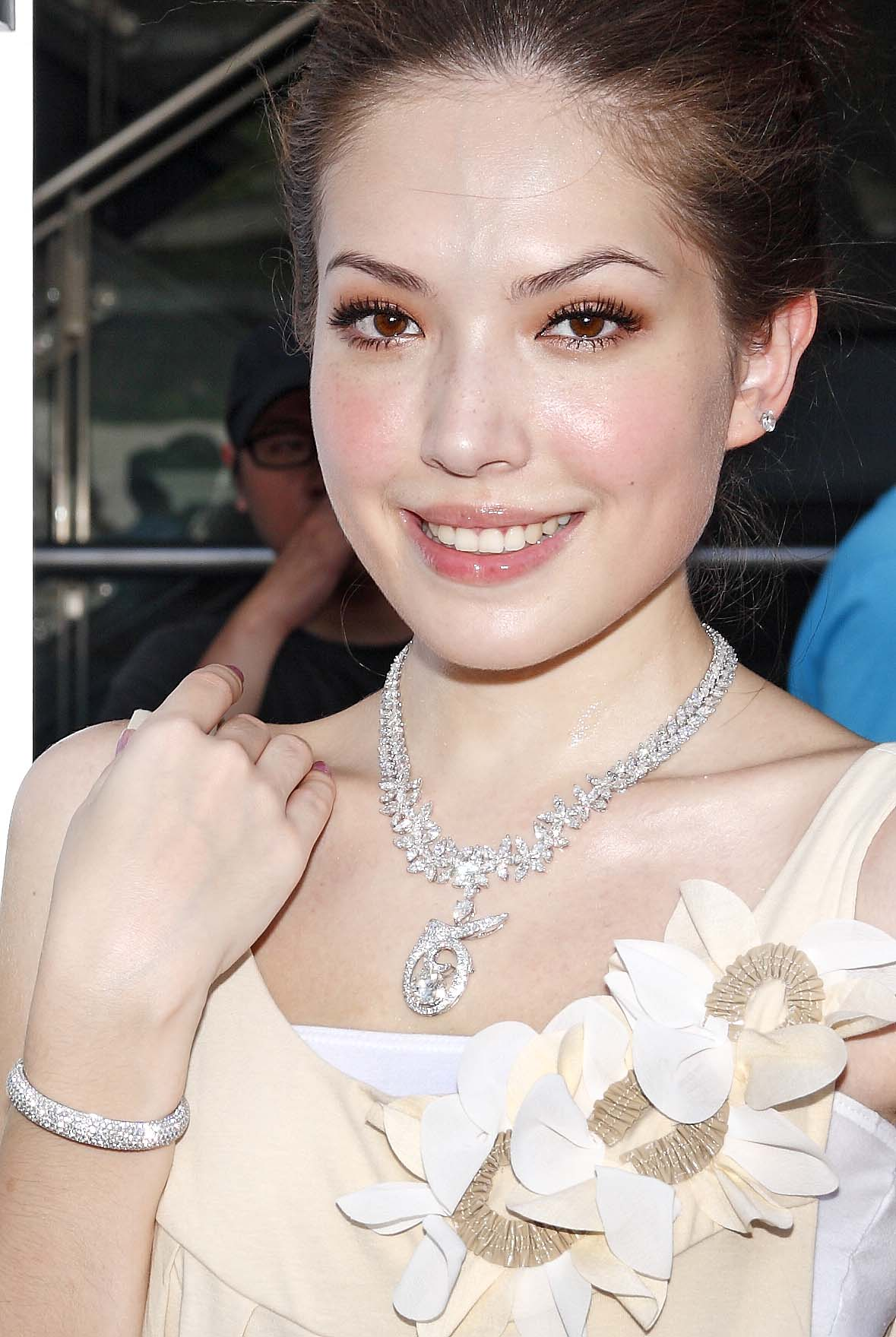

쉬웨이닝(중국어: 許瑋甯, 한어 병음: Xǔ Wěinìng, 웨이드-자일스: Hsu3 Wei3 Ning4, 한자음: 허위녕, 1984년 8월 7일 ~ )은 중화민국의 배우, 모델이다.

## 방송
- 곤석애정고사
- 마취풍폭
- 16개 하천
- 아조료일개정인
- 취후결정애상니

## 영화
- 후 킬드 콕 로빈 (2017년)
- 마신자 2 - 빨간 옷 소녀의 비밀 (2017년)
- 화이트 라이즈, 블랙 라이즈 (2015년)
- 마취풍폭 (2015년)
- 마신자 - 빨간 옷 소녀의 저주 (2015년) - 션이쥔 역
- 16개 하천 (2014년) - 쩡루이루이 역
- 드림 플라이트 (2014년) - 샤오신이 역
- 아조료일개정인 (2012년)
- 하일참행복 : 다음역 행복 (2009년)
- 장난스런 키스 2 (2005년)
- 장난스런 키스 1 (2005년) - 페이즈위 역